# Copa Merconorte 2000
La Copa Merconorte 2000 est la troisième édition de la Copa Merconorte organisée par la CONMEBOL. Seize équipes participent à cette édition et sont répartis en quatre groupes, les premiers de chaque groupe se qualifiant pour les demi-finales.

## Première phase

### Groupe A
| Club                  | Pts | J | V | N | D | BP | BC | DB |
| --------------------- | --- | - | - | - | - | -- | -- | -- |
| Guadalajara           | 11  | 6 | 3 | 2 | 1 | 12 | 7  | 5  |
| El Nacional           | 9   | 6 | 2 | 3 | 1 | 7  | 6  | 1  |
| Estudiantes de Mérida | 7   | 6 | 2 | 1 | 3 | 9  | 11 | -2 |
| América de Cali       | 5   | 6 | 1 | 2 | 3 | 3  | 7  | -4 |

| Date         | Lieu        | Équipe 1              | Score | Équipe 2              |
| ------------ | ----------- | --------------------- | ----- | --------------------- |
| 4 juillet    | Quito       | El Nacional           | 2 - 1 | Estudiantes de Mérida |
| 11 juillet   | Guadalajara | Guadalajara           | 1 - 1 | América de Cali       |
| 1er août     | Cali        | América de Cali       | 0 - 0 | El Nacional           |
| 2 août       | Mérida      | Estudiantes de Mérida | 2 - 3 | Guadalajara           |
| 22 août      | Mérida      | Estudiantes de Mérida | 3 - 0 | América de Cali       |
| 23 août      | Guadalajara | Guadalajara           | 1 - 0 | El Nacional           |
| 5 septembre  | Mérida      | Estudiantes de Mérida | 1 - 1 | El Nacional           |
| 12 septembre | Cali        | América de Cali       | 1 - 0 | Guadalajara           |
| 19 septembre | Quito       | El Nacional           | 1 - 0 | América de Cali       |
| 20 septembre | Guadalajara | Guadalajara           | 4 - 0 | Estudiantes de Mérida |
| 3 octobre    | Cali        | América de Cali       | 1 - 2 | Estudiantes de Mérida |
| 4 octobre    | Quito       | El Nacional           | 3 - 3 | Guadalajara           |

### Groupe B
| Club              | Pts | J | V | N | D | BP | BC | DB |
| ----------------- | --- | - | - | - | - | -- | -- | -- |
| Atlético Nacional | 10  | 6 | 3 | 1 | 2 | 10 | 8  | 2  |
| Alajuelense       | 9   | 6 | 2 | 3 | 1 | 9  | 7  | 2  |
| Necaxa            | 7   | 6 | 1 | 4 | 1 | 5  | 5  | 0  |
| Alianza Lima      | 5   | 6 | 1 | 2 | 3 | 6  | 10 | -4 |

| Date         | Lieu        | Équipe 1          | Score | Équipe 2          |
| ------------ | ----------- | ----------------- | ----- | ----------------- |
| 5 juillet    | Alajuela    | Alajuelense       | 2 - 1 | Alianza Lima      |
| 12 juillet   | Medellín    | Atlético Nacional | 0 - 0 | Necaxa            |
| 2 août       | Lima        | Alianza Lima      | 2 - 3 | Atlético Nacional |
| 3 août       | México D.F. | Necaxa            | 1 - 1 | Alajuelense       |
| 24 août      | Lima        | Alianza Lima      | 1 - 0 | Necaxa            |
| 30 août      | Medellín    | Atlético Nacional | 2 - 0 | Alajuelense       |
| 13 septembre | Lima        | Alianza Lima      | 1 - 1 | Alajuelense       |
| 13 septembre | México D.F. | Necaxa            | 2 - 1 | Atlético Nacional |
| 20 septembre | Medellín    | Atlético Nacional | 4 - 1 | Alianza Lima      |
| 21 septembre | Alajuela    | Alajuelense       | 2 - 2 | Necaxa            |
| 4 octobre    | Alajuela    | Alajuelense       | 3 - 0 | Atlético Nacional |
| 5 octobre    | México D.F. | Necaxa            | 0 - 0 | Alianza Lima      |

### Groupe C
| Club          | Pts | J | V | N | D | BP | BC | DB |
| ------------- | --- | - | - | - | - | -- | -- | -- |
| Millonarios   | 12  | 6 | 3 | 3 | 0 | 11 | 6  | 5  |
| Toluca        | 8   | 6 | 2 | 2 | 2 | 15 | 11 | 4  |
| Barcelona     | 6   | 6 | 1 | 3 | 2 | 6  | 10 | -4 |
| Universitario | 5   | 6 | 1 | 2 | 3 | 7  | 12 | -5 |

| Date         | Lieu      | Équipe 1      | Score | Équipe 2      |
| ------------ | --------- | ------------- | ----- | ------------- |
| 5 juillet    | Bogota    | Millonarios   | 1 - 1 | Barcelona     |
| 12 juillet   | Toluca    | Toluca        | 4 - 1 | Universitario |
| 9 août       | Guayaquil | Barcelona     | 2 - 0 | Toluca        |
| 9 août       | Lima      | Universitario | 0 - 2 | Millonarios   |
| 29 août      | Toluca    | Toluca        | 0 - 0 | Millonarios   |
| 31 août      | Guayaquil | Barcelona     | 1 - 1 | Universitario |
| 6 septembre  | Guayaquil | Barcelona     | 0 - 2 | Millonarios   |
| 6 septembre  | Lima      | Universitario | 3 - 2 | Toluca        |
| 27 septembre | Toluca    | Toluca        | 4 - 0 | Barcelona     |
| 27 septembre | Bogota    | Millonarios   | 1 - 0 | Universitario |
| 10 octobre   | Bogota    | Millonarios   | 5 - 5 | Toluca        |
| 12 octobre   | Lima      | Universitario | 2 - 2 | Barcelona     |

### Groupe D
| Club              | Pts | J | V | N | D | BP | BC | DB |
| ----------------- | --- | - | - | - | - | -- | -- | -- |
| Emelec            | 11  | 6 | 3 | 2 | 1 | 6  | 4  | 2  |
| Pachuca           | 9   | 6 | 3 | 0 | 3 | 6  | 7  | -1 |
| Sporting Cristal  | 8   | 6 | 2 | 2 | 2 | 10 | 7  | 3  |
| Oriente Petrolero | 5   | 6 | 1 | 2 | 3 | 7  | 11 | -4 |

| Date         | Lieu       | Équipe 1          | Score | Équipe 2          |
| ------------ | ---------- | ----------------- | ----- | ----------------- |
| 6 juillet    | Santa Cruz | Oriente Petrolero | 1 - 1 | Sporting Cristal  |
| 13 juillet   | Portoviejo | Emelec            | 1 - 0 | Pachuca           |
| 8 août       | Pachuca    | Pachuca           | 2 - 1 | Oriente Petrolero |
| 10 août      | Lima       | Sporting Cristal  | 2 - 2 | Emelec            |
| 30 août      | Portoviejo | Emelec            | 2 - 1 | Oriente Petrolero |
| 30 août      | Lima       | Sporting Cristal  | 2 - 1 | Pachuca           |
| 13 septembre | Pachuca    | Pachuca           | 1 - 0 | Emelec            |
| 14 septembre | Lima       | Sporting Cristal  | 5 - 1 | Oriente Petrolero |
| 26 septembre | Santa Cruz | Oriente Petrolero | 3 - 1 | Pachuca           |
| 28 septembre | Guayaquil  | Emelec            | 1 - 0 | Sporting Cristal  |
| 11 octobre   | Santa Cruz | Oriente Petrolero | 0 - 0 | Emelec            |
| 11 octobre   | Pachuca    | Pachuca           | 1 - 0 | Sporting Cristal  |

## Seconde phase
|  | Demi-finales      | Demi-finales      |                 |             | Finale | Finale |
|  |                   |                   |                 |             |        |        |
|  | 19 et 26 octobre  |                   |                 |             |        |        |
|  |                   |                   |                 |             |        |        |
|  | Emelec            | 3 • 0             |                 |             |        |        |
|  | Emelec            | 3 • 0             | 2 et 9 novembre |             |        |        |
|  | Millonarios       | 3 • 2             |                 |             |        |        |
|  | Millonarios       | 3 • 2             | Millonarios     | 0 • 1       |        |        |
|  | 18 et 25 octobre  |                   | Millonarios     | 0 • 1       |        |        |
|  |                   | Atlético Nacional | 0 • 2           |             |        |        |
|  | Guadalajara       | Atlético Nacional | 0 • 2           | 1 • 3 • (2) |        |        |
|  | Guadalajara       |                   |                 | 1 • 3 • (2) |        |        |
|  | Atlético Nacional | 1 • 3 • (4)       |                 |             |        |        |
|  | Atlético Nacional | 1 • 3 • (4)       |                 |             |        |        |

| Colombie                    |
| Vainqueur Atlético Nacional |

## Classement des buteurs
| Joueur                  | Club              | Buts |
| ----------------------- | ----------------- | ---- |
| León Darío Muñoz        | Atlético Nacional | 6    |
| Jorge Soto              | Sporting Cristal  | 5    |
| Alejandro Martín Kenig  | Emelec            | 5    |
| Víctor Hugo Aristizábal | Atlético Nacional | 5    |
| Agustín Delgado         | Necaxa            | 4    |
| Carlos María Morales    | Toluca            | 4    |
| Manuel Ríos             | Guadalajara       | 3    |
| Andrés Eduardo Pérez    | Millonarios       | 3    |
| Waldir Sáenz            | Sporting Cristal  | 3    |
| Raúl Ramírez Gacha      | Millonarios       | 3    |
| Ramón Morales           | Guadalajara       | 3    |
| Claudio Ciccia          | Alajuelense       | 3    |
| José Alejandro Nava     | Guadalajara       | 3    |
| John Jairo Castillo     | Millonarios       | 3    |
| Ebelio Agustín Ordóñez  | El Nacional       | 3    |